# Elias Palme
Elias Palme (10. března 1827, Kamenický Šenov – 31. prosince 1893, Kamenický Šenov) byl rakouský a český sklářský průmyslník německé národnosti, zakladatel továrny na výrobu křišťálových a bronzových lustrů.

## Život
Elias Palme se narodil 10. března 1827 v Kamenickém Šenově v rodině sedláka a pekařského mistra Josefa Benedikta Palmeho a Theresie Palmeové, roz. Schneiderové, jako jedno z deseti dětí. Od dětského věku musel vykonávat  namáhavou práci. Rodiče ho poslali do učení k pasířskému mistrovi Klingerovi do České Kamenice, později pracoval u Schönbecka v Kamenickém Šenově. Po vyučení se kolem roku 1845 odebral na zkušenou do Vídně, kde se zdržel jen krátce, protože dostal povolávací rozkaz z Prahy. V Praze se však dal z vojenské služby vykoupit a vrátil se do Kamenického Šenova zatížen dluhy. Po návratu pracoval u pasířského mistra Uhleho a díky své píli dluhy nejen splatil, ale poté si z vejminku, který mu otec přenechal, zařídil vlastní dílnu. 
V této době se Elias Palme sblížil s výrobcem křišťálových lustrů Reinholdem Palmem z blízké Práchně, potomkem Josefa Palmeho (1701–1747), v jehož dílně byl v roce 1724 vyroben první křišťálový lustr. Vztah obou rodin se později projevil oboustranným kmotrovstvím při křtech dětí. 27. října 1851 se Elias Palme oženil s Johannou Günterovou, dcerou malíře skla a obchodníka se sklem. Z jejich manželství se narodili tři synové a pět dcer. 
V roce 1860 začíná Palme podnikat společně se svým bratrem Fritzem. Od počátku ve svém podniku zaváděl nejnovější metody a pracovní stroje (v roce 1876 např. zřídil první kulírnu a brusírnu na parní pohon v Severních Čechách), usiloval také o dobré vztahy se svými zaměstnanci a obchodními partnery. Jeho skleněné korunové lustry brzy prosluly svou kvalitou. 
V roce 1874 vstoupili do rodinného podniku Eliasovi synové Reinhold a Franz Friedrich, později třetí syn Gustav Adolf Palme. Reinhold absolvoval techniku v Mittweidě a vyučil se pasířství u otce a částečně v Berlíně a Anglii, proto převzal vedení kovodílen. Franz Friedrich s obchodním vzděláním se věnoval obchodu. Spolupráce s třemi syny byla úspěšná, obchod vzrůstal. V roce 1904 byla rozšířena tovární budova. Synové Reinholda, Harry a Franz Friedrich a syn Gustava Rudolfa, Elias, se stávají podílníky firmy. 
Na podzim roku 1893 Elias Palme onemocněl a 31. prosince ve věku 66 let zemřel. Pochován byl v rodinné hrobce v Kamenickém Šenově. 
Vedle svých podnikatelských aktivit působil po třicet let jako radní a obecní zastupitel města, přičemž se významně zasloužil o jeho novou tvář, zvláště po požáru v roce 1868.

## Firma Elias Palme & Co.

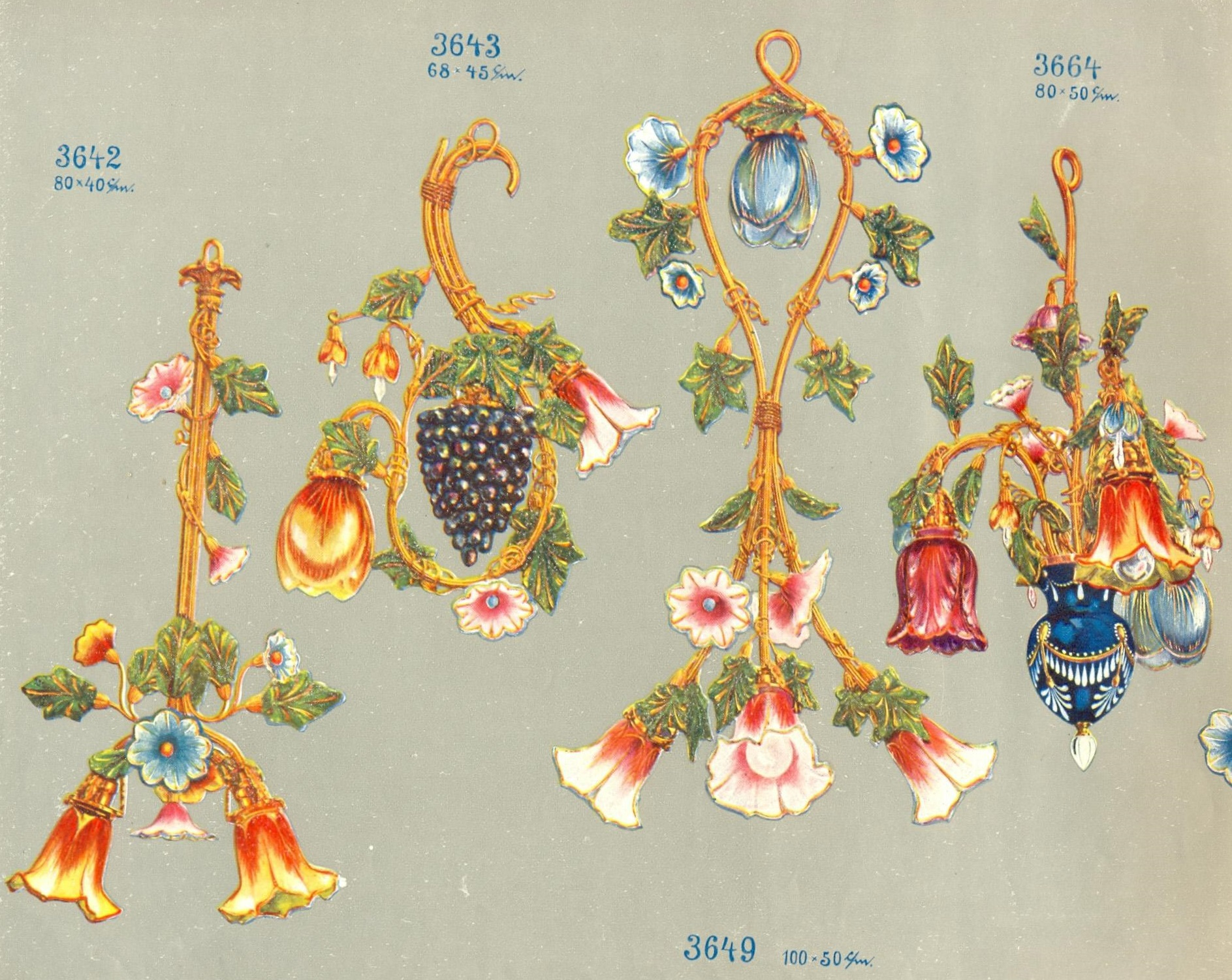
Z dobového katalogu "Export" (20. léta 20. stol.)

Firma Elias Palme & Co. byla založena v roce 1849. Od počátku se zaměřovala na výrobu přepychových svítidel. Kromě kreativní tvorby nových návrhů se Palme specializoval také na věrné kopie historických originálů, což vyžadovalo podrobné studium originálních svítidel ze zámku Versailles a Fontainebleau. Firma od pařížských sléváren odkoupila staré technologie "surového lití" korunových lustrů a sama se podílela na vývoji různorodých skleněných zdobných a nosných článků a kovových součástí nezbytných pro spojení a funkci svítidla. Úspěch Eliase Palmeho spočíval v dokonalé organizaci práce a harmonizaci činnosti sklářů a pasířů tak, že bylo možné nejen urychleně zvyšovat produkci, nýbrž díky promyšlené konstruktérské práci rovněž přijímat vysoce náročné zakázky. Zvyšování produkce se však nikdy neodrazilo ve snížení kvality, nejvyšším obchodním principem firmy totiž byla zásada "Dělat jen tolik, aby se vše dalo udělat přesně a osobně přehlédnout a zkontrolovat". Firma se brzy etablovala jako osvědčený výrobce luxusních svítidel pro paláce, kostely a slavnostní sály. Její lustry byly oceněny na světové výstavě ve Vídni v roce 1873 a na výstavě v Barceloně v roce 1888. V době svého největšího rozkvětu měla firma Elias Palme & Co v Kamenickém Šenově a ve Smržovce kolem pěti set zaměstnanců. Nová tovární budova vystavěná v roce 1905 ve svých bočních křídlech ukrývala většinu sklářských provozů, brusírnu, kulírnu, slévárnu, soustružnu, pasírnu, lakovnu i galvanickou laboratoř. V čelní na sever obrácené budově, pak byly kanceláře, vzorkovna a výstavní sál. Tato impozantní stavba byla vybudována místním stavitelem Adolfem Richterem v secesním stylu s prvky eklekticismu. V roce 1928 vznikl v jejích dílnách do té doby největší ověsový koš pro hlediště Královské opery v Římě o průměru deseti metrů. V letech 1928-1939 následovaly další významné zakázky např. La Scala v Miláně, Hotel Waldorf Astoria v New Yorku, opera v Sydney. Továrna Eliase Palmeho vyrobila také osvětlení pro palác tureckého sultána, divadlo Albee v New Yorku a rovněž lustry pro palác svobodných zednářů v Kodani a Německý spolkový dům v Praze. Po válce byla firma znárodněna a zahrnuta pod „Společnou národní správu podniků pro výrobu skleněných lustrů v obvodech Bor a Kamenický Šenov se sídlem v Kamenickém Šenově“. Poslední soukromí majitelé podniku Harry Palme (1881 - 1955) a Franz Friedrich Palme (1900 - 1980), kteří byli (jako specialisté) vyjmuti z poválečného odsunu, museli z počátku v Jablonci nad Nisou zaučovat nově příchozí české zaměstnance. Znárodněná výroba se roku 1966 z velké části přesunula do nové továrny národního podniku Lustry (dnešní Preciosy) v dolní části města a v roce 1972 zde definitivně skončila. Původní továrna pak krátce sloužila jako sklad. Budova továrny na výrobu lustrů Elias Palme byla 31. prosince 2007 prohlášena kulturní památkou, dnes je však pro svůj dále se prohlubující havarijní stav na seznamu ohrožených památek.

### Revitalizace a záchrana
Nově vzniklý Nadační fond Eliáška (složený z místních obyvatel a patriotů) odkoupil v roce 2025 areál zchátralé továrny na výrobu lustrů Elias Palme v Kamenickém Šenově od soukromého vlastníka. Lidé z Nadačního fondu Eliáška plánují revitalizovanou lokalitu přeměnit na živé lokální a také mezinárodní kulturní a vzdělávací centrum se zaměřením na sklo, lustry a architekturu. Zamýšlené centrum v Eliášce má podpořit místní život, má sloužit k setkávání a jako zdroj tvůrčí a umělecké inspirace pro odbornou i laickou veřejnost z České republiky a z Evropy.
Nadační fond Eliášku založil Lukáš Polák (jednatel sklárny Jílek v Kamenickém Šenově), angažuje se zde architektka Tereza Šváchová (v roce 2016 se ve své diplomové práci areálem továrny zabývala) a Rakušan Peter Rath (kamenicko–šenovský patriot a čestný občan, obchodník se sklem a potomek rodiny Lobmeyr, která je svázána historicky s Kamenickým Šenovem, kde měla sklářská firma Lobmeyr mezi světovými válkami svoji pobočku). Kromě zmíněných osob za Nadačním fondem Eliáška stojí ještě další lidé: Barbora Masařová, Petra Matelová a Ondřej Plánička.
Peter Rath se po sametové revoluci v Československu vrátil v roce 1993 do České republiky, kde navázal spolupráci s kamenicko–šenovskými výtvarníky, řemeslníky i s absolventy zde se nacházející sklářské školy. A byl to také Peter Rath, kdo založil v roce 2000 Evropskou společnost pro světlo a sklo – Light and Glass. Ta se specializuje na výzkum lustrařské tradice s cílem vytvořit v Eliášce mezinárodní centrum výzkumu skleněných lustrů. (Prezidentkou společnosti Light and Glass je někdejší dlouholetá ředitelka pražského Uměleckoprůmyslového musea Helena Koenigsmarková.)
První kroky Nadačního fondu Eliáška budou směřovat k očištění areálu bývalé továrny, k zastavení jejího dalšího chátrání a k vypracování projektu revitalizace objektů. Součástí aktivit členů fondu je i popularizace jeho činnosti a záměrů, hledání dalších partnerů, odborníků a podporovatelů, tedy subjektů ochotných podílet se (finančně, stavebně a hospodářsky) na celém projektu záchrany a revitalizace Eliášky. Nadační fond hodlá realizovat vícezdrojové financování projektu včetně vypracování udržitelného provozního modelu, který bude podporovat multifunkční využití areálu Eliášky. Do projektu se plánuje i zapojení studentů místní sklářské školy formou workshopů a výstav mladého sklářského umění.

### Fotogalerie I.

Továrna Elias Palme & Co. v proměnách času
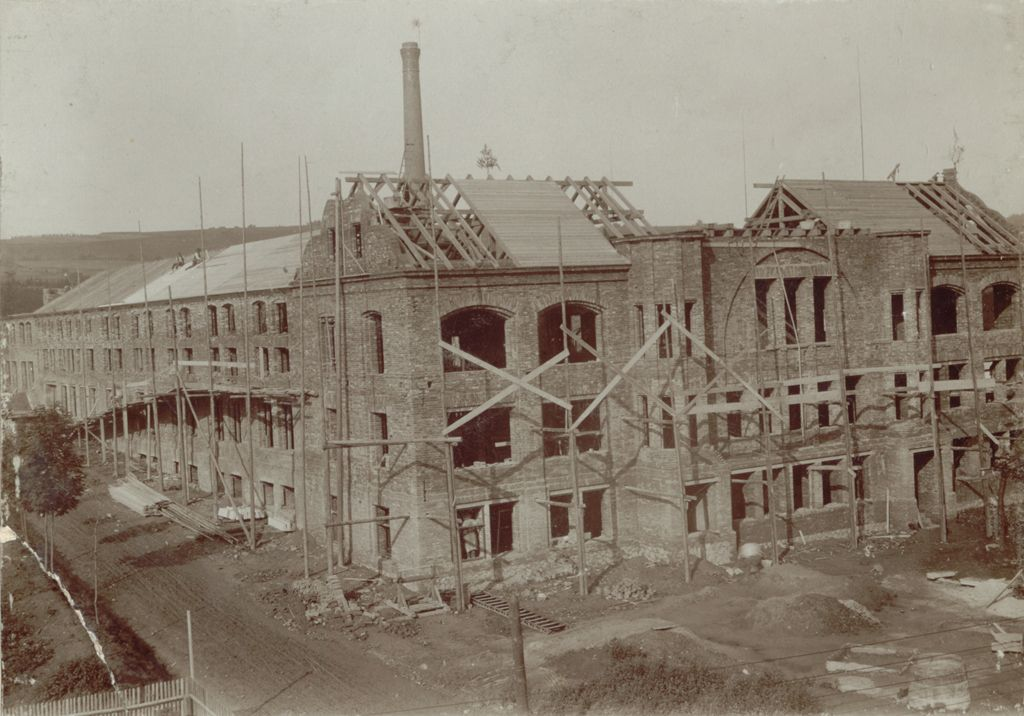
stavba objektu (foto před rokem 1906)
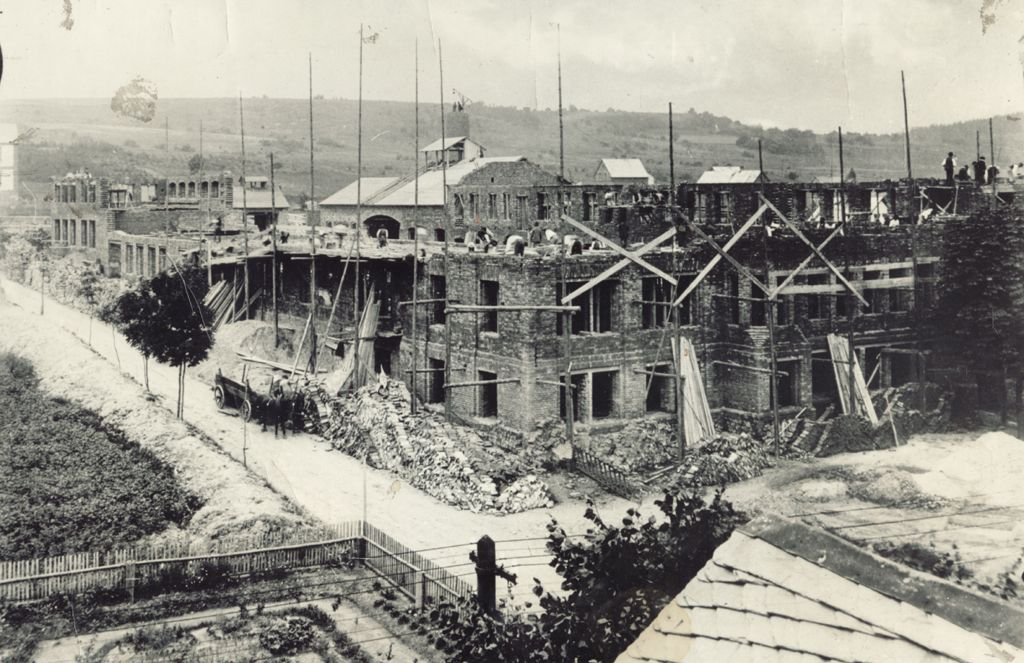
stavba objektu (foto před rokem 1906)
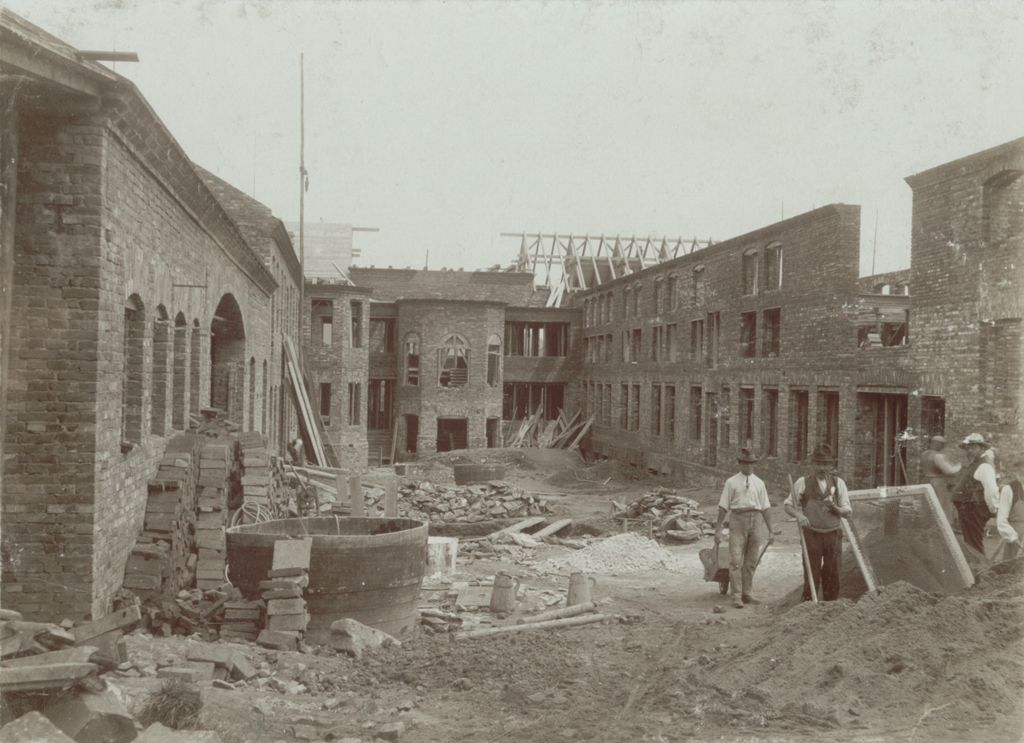
stavba objektu (foto před rokem 1906)
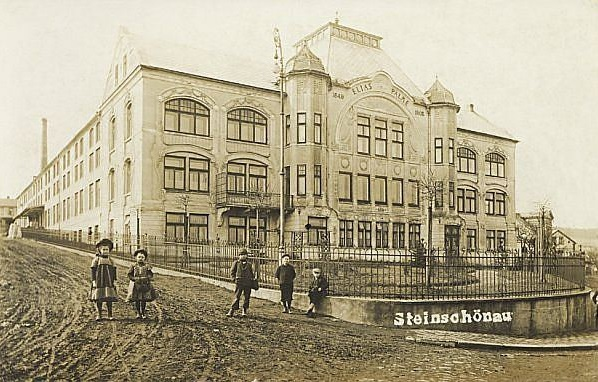
cca 1905
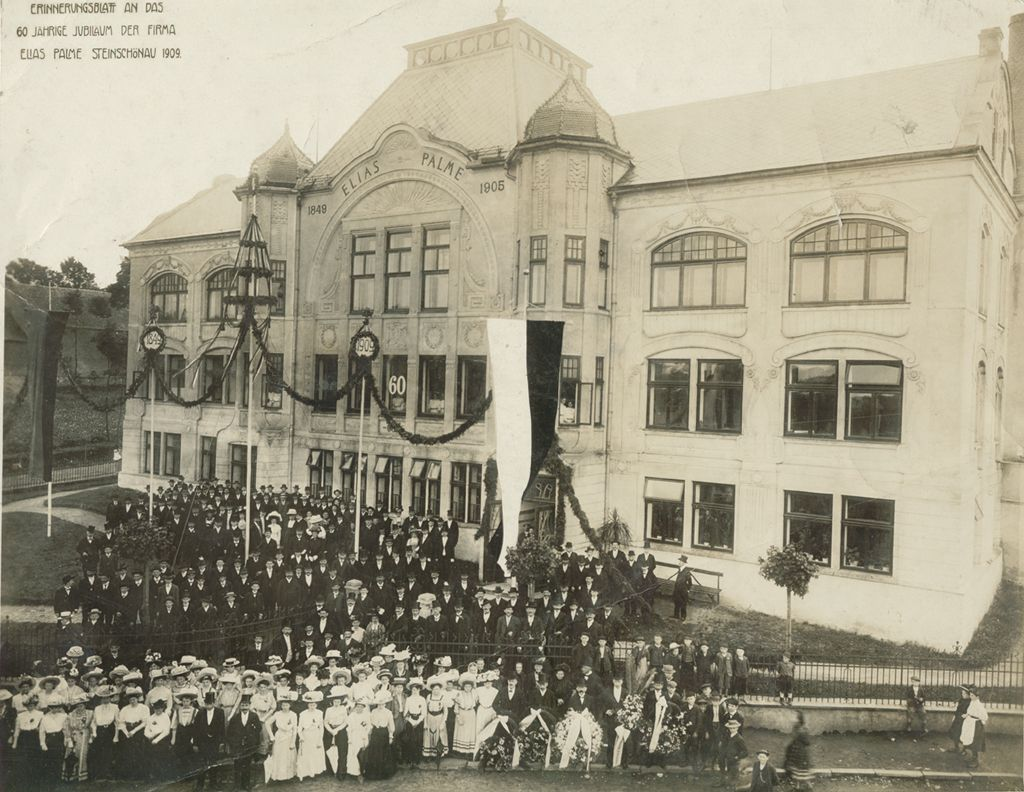
oslava 60 let od vzniku firmy (rok 1909)
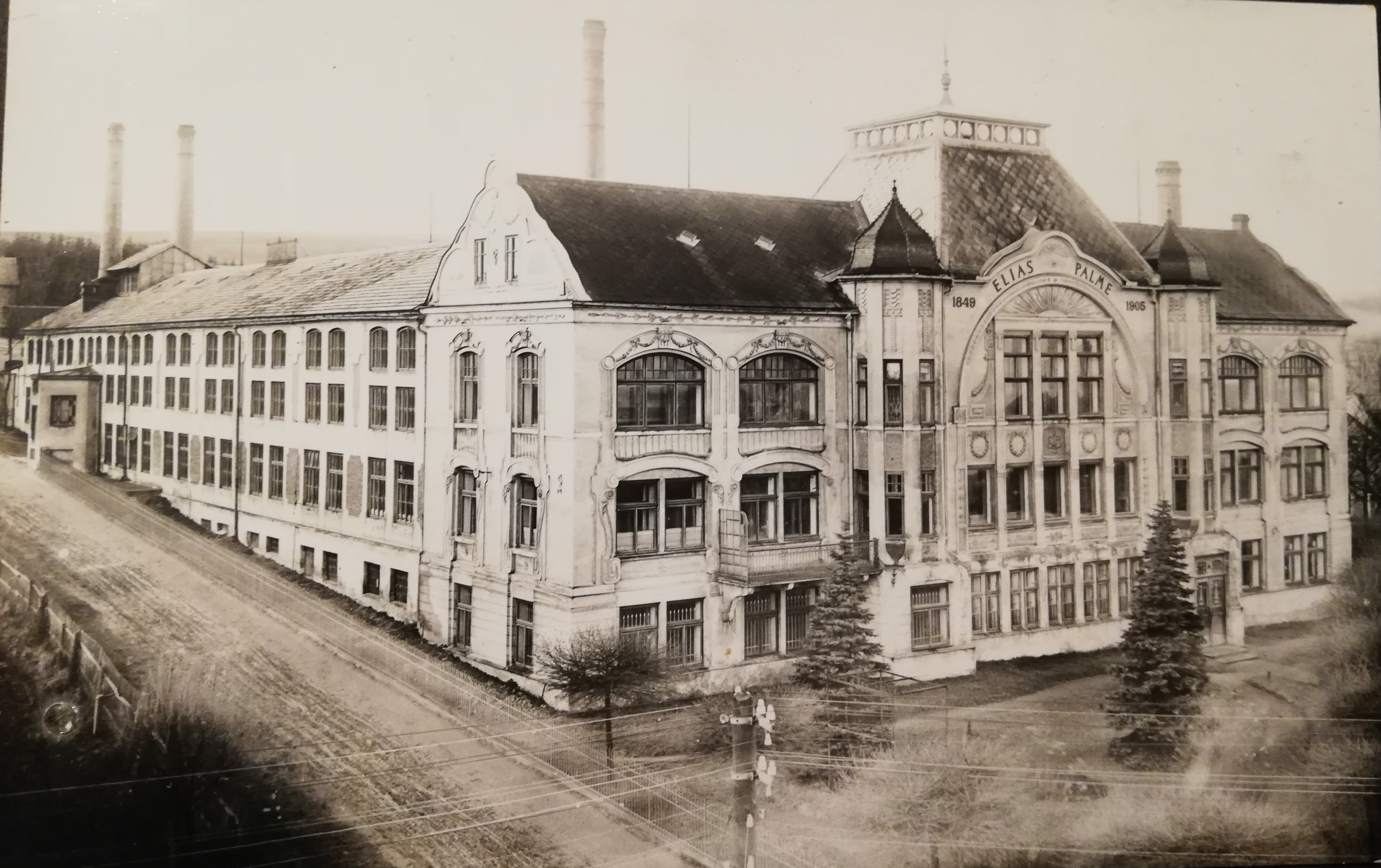
cca 1947
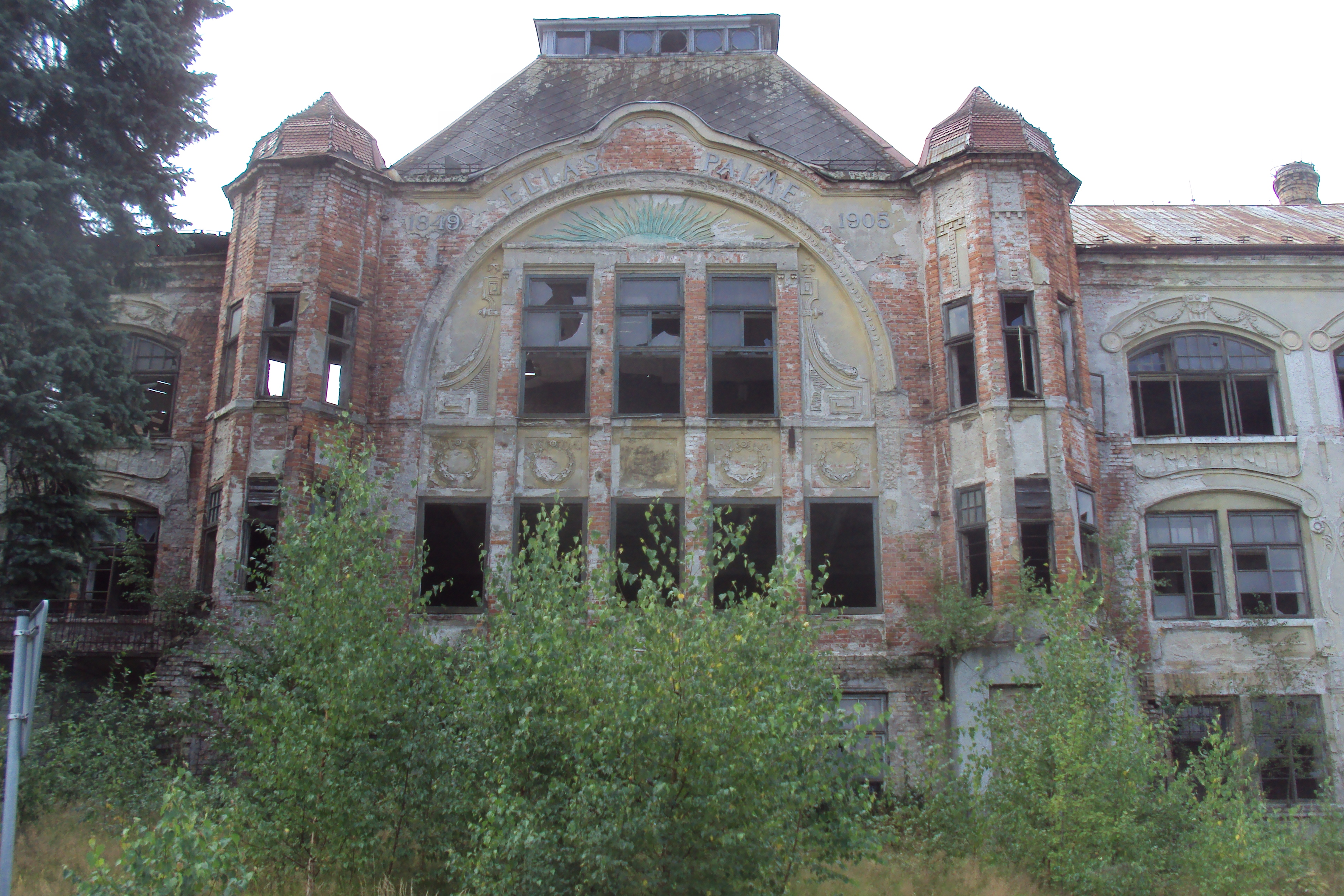
2014
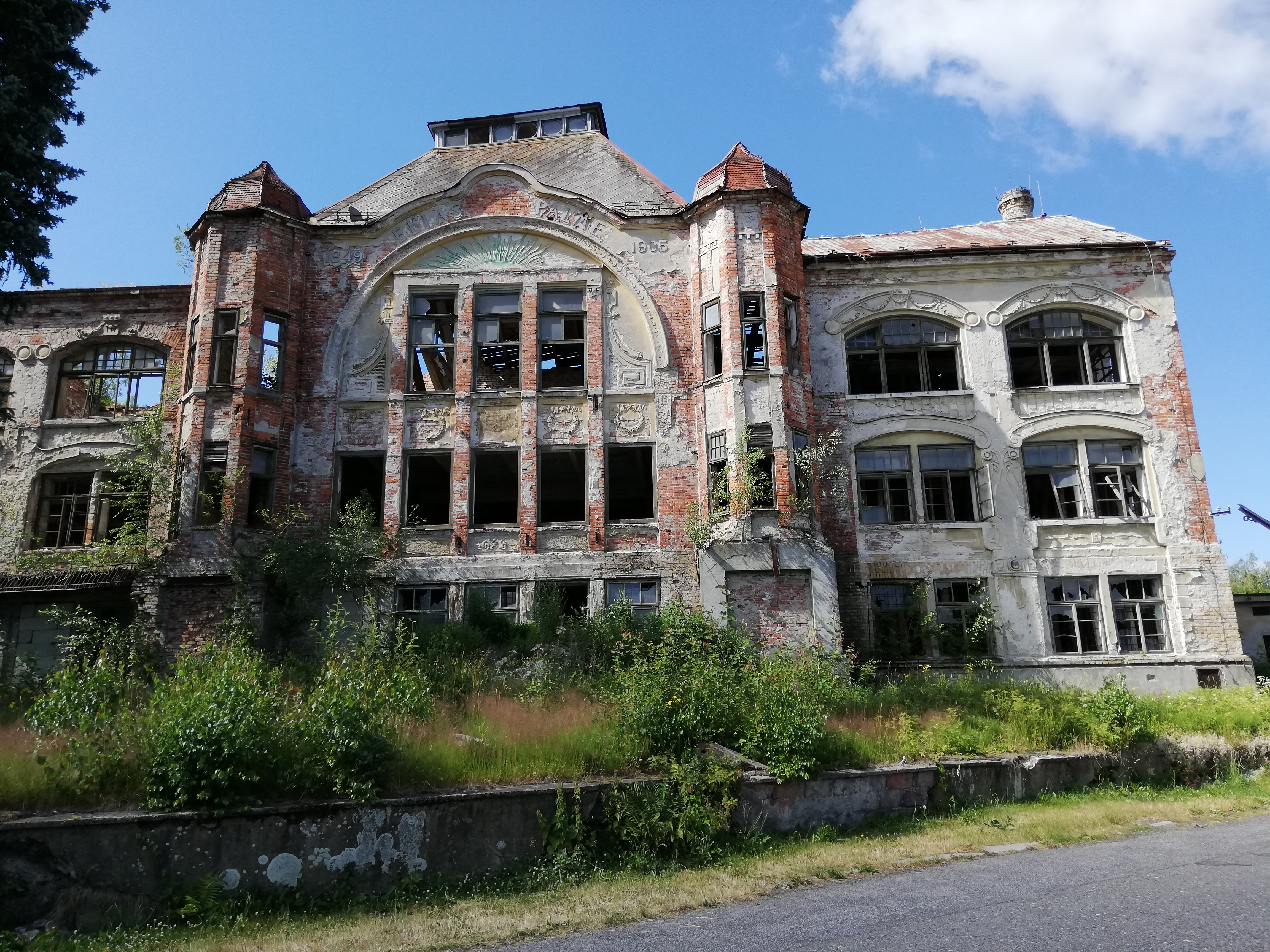
2019
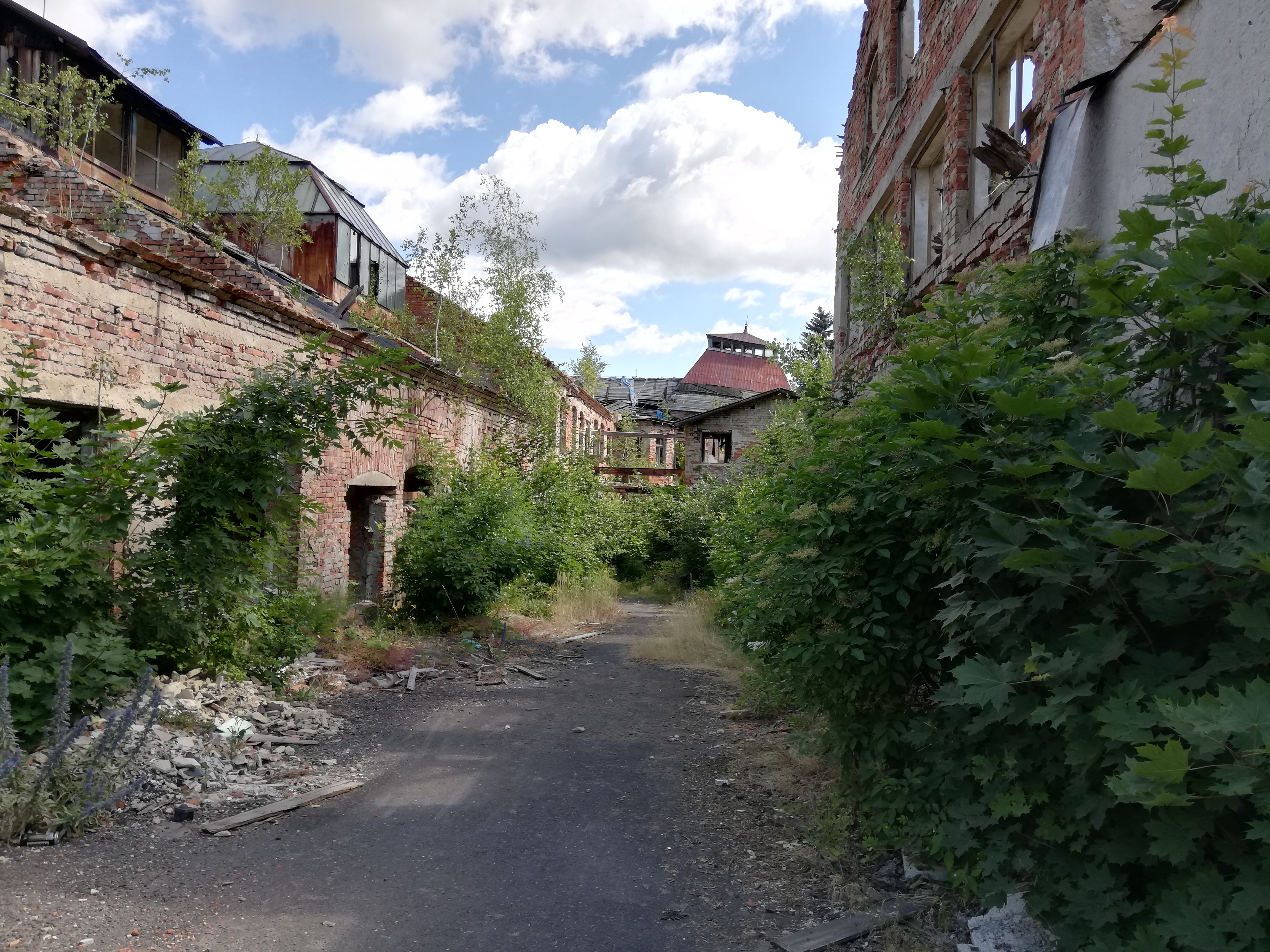
budovy zadního traktu (2019)
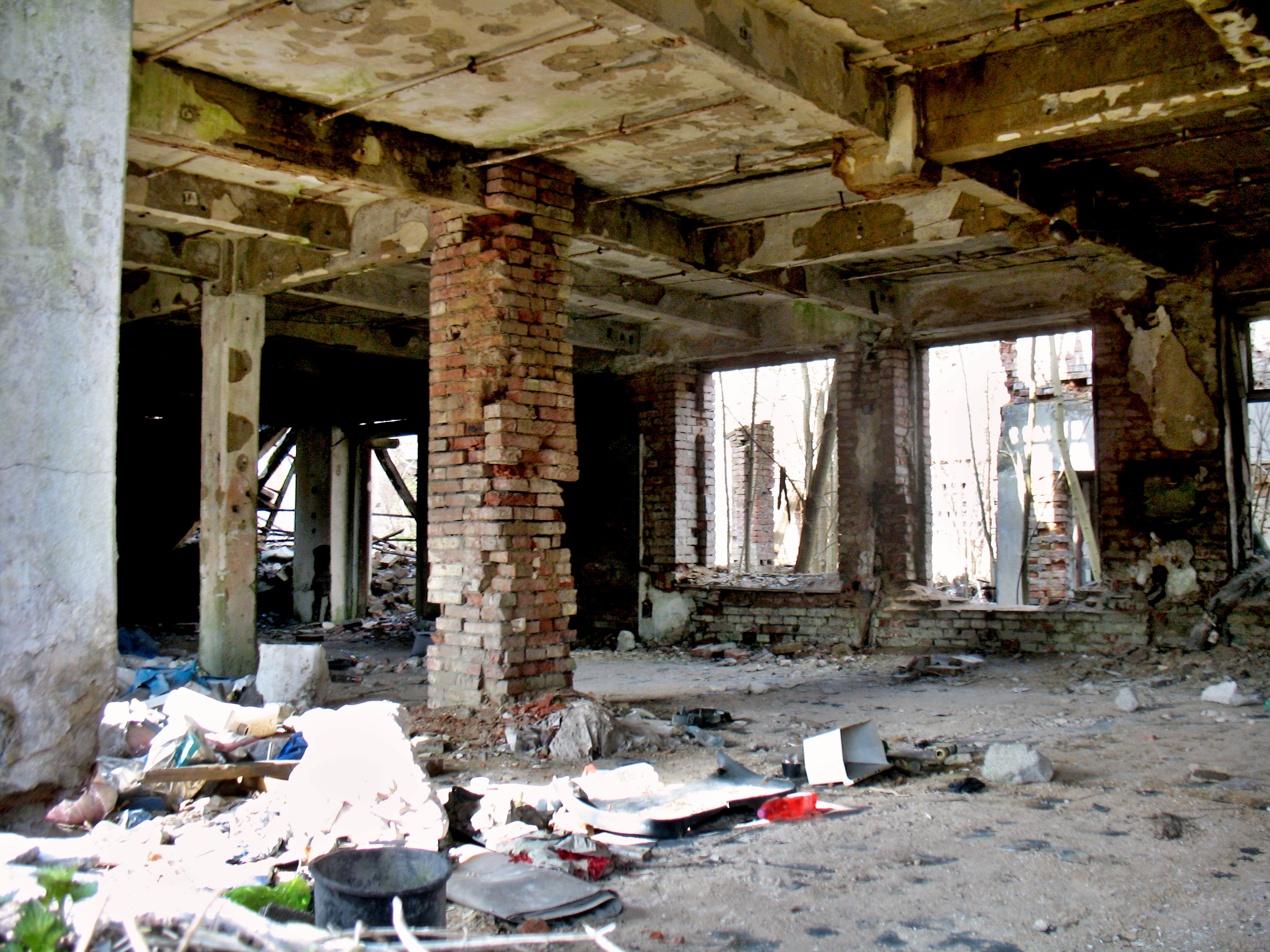
2024 vnitřek přízemní výrobní haly
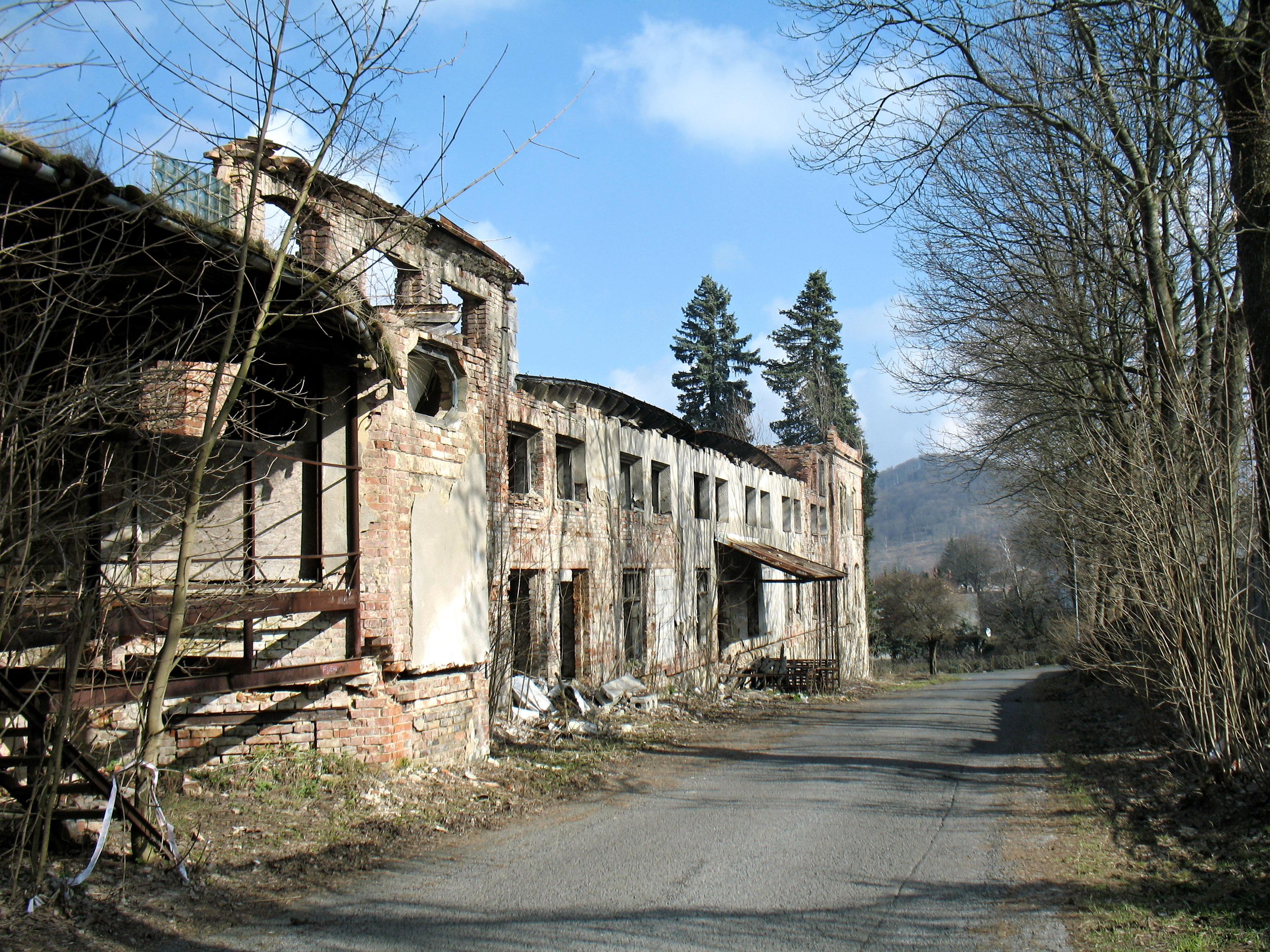
2024 (z ulice Eliase Palme)
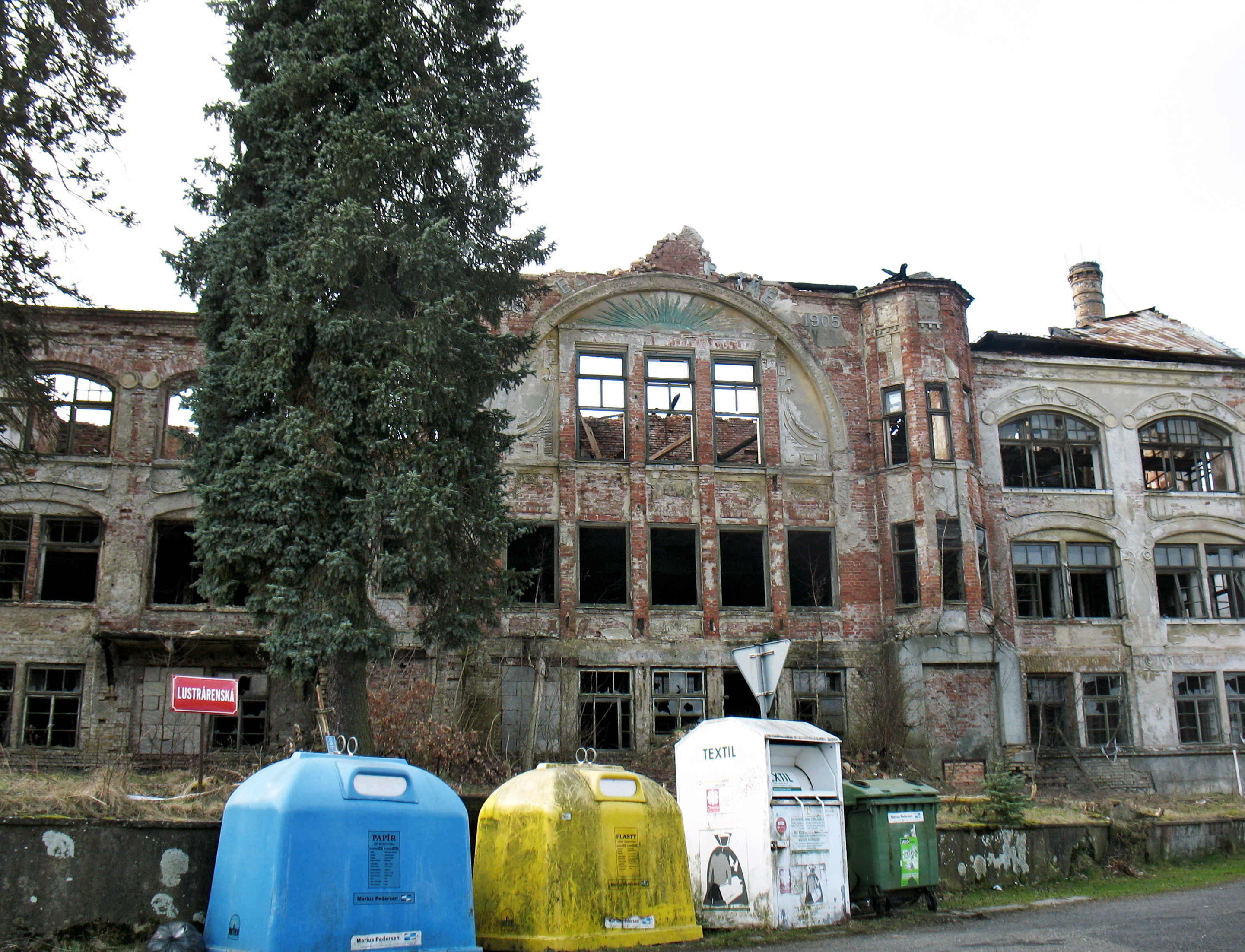
2024 (stav po požáru z roku 2023)
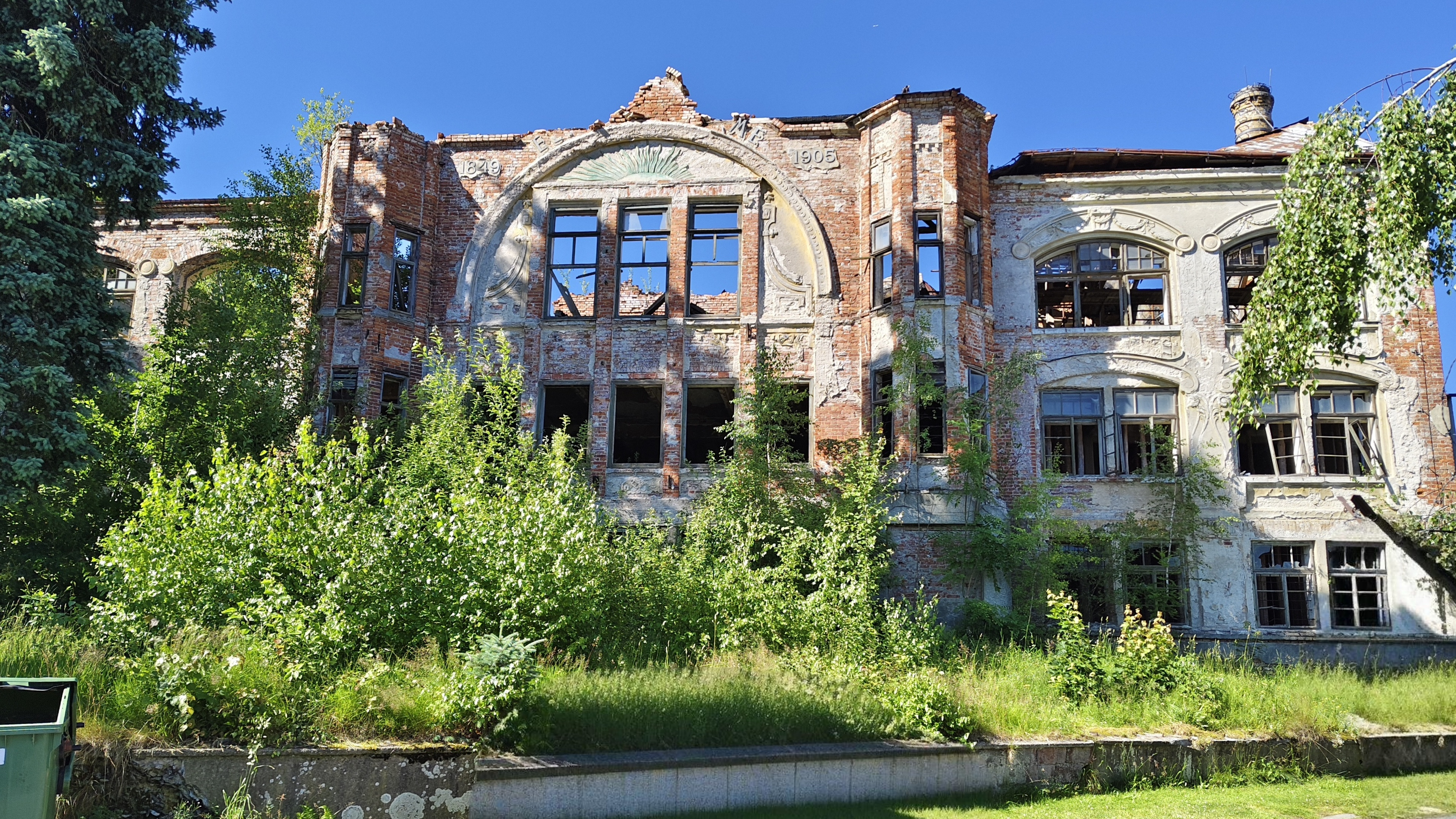
stav průčelí budovy v roce 2025
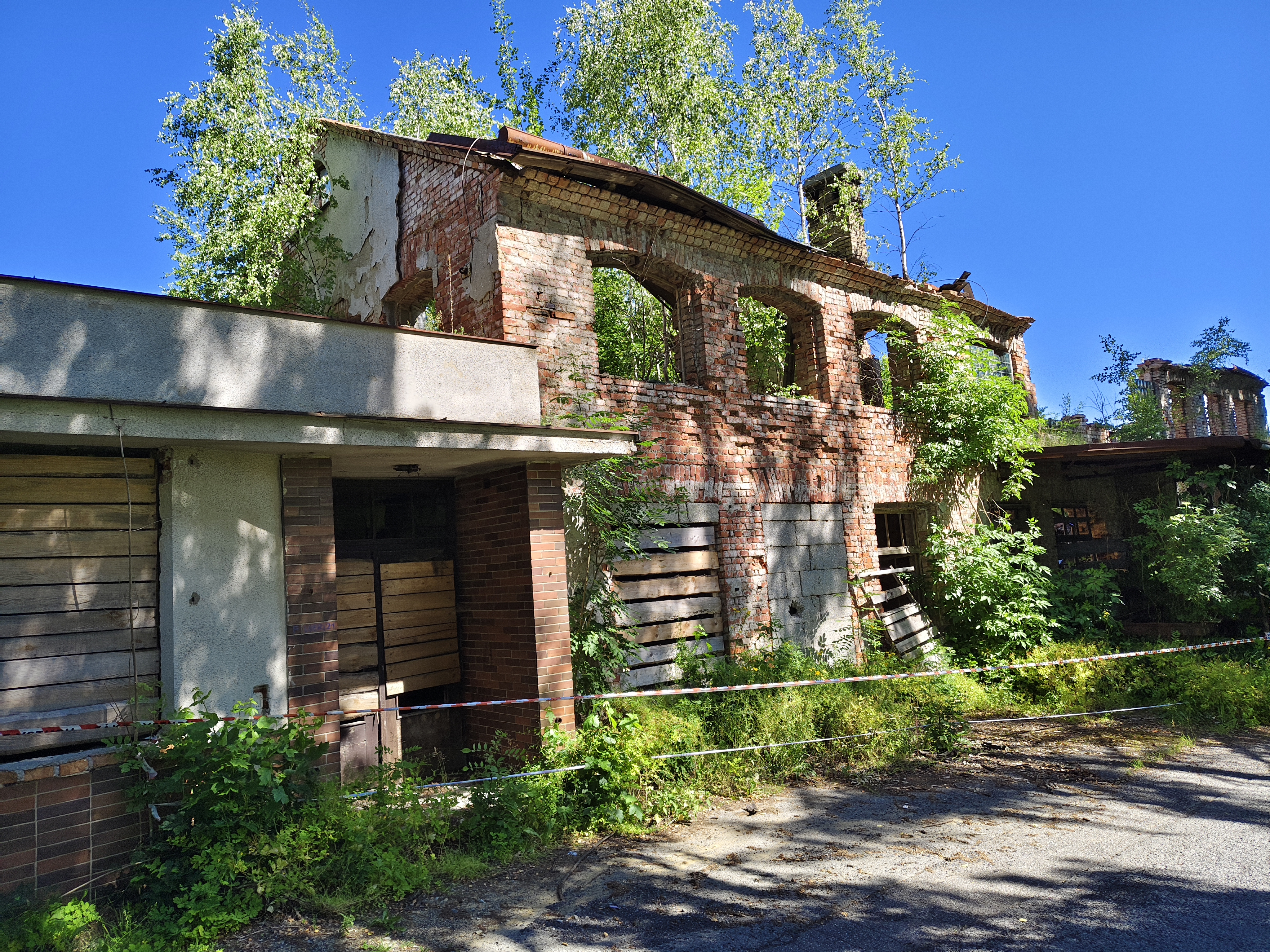
2025 (z ulice Eliase Palme)

## Fotogalerie II.

Hrobka FAMILIE ELIAS PALME
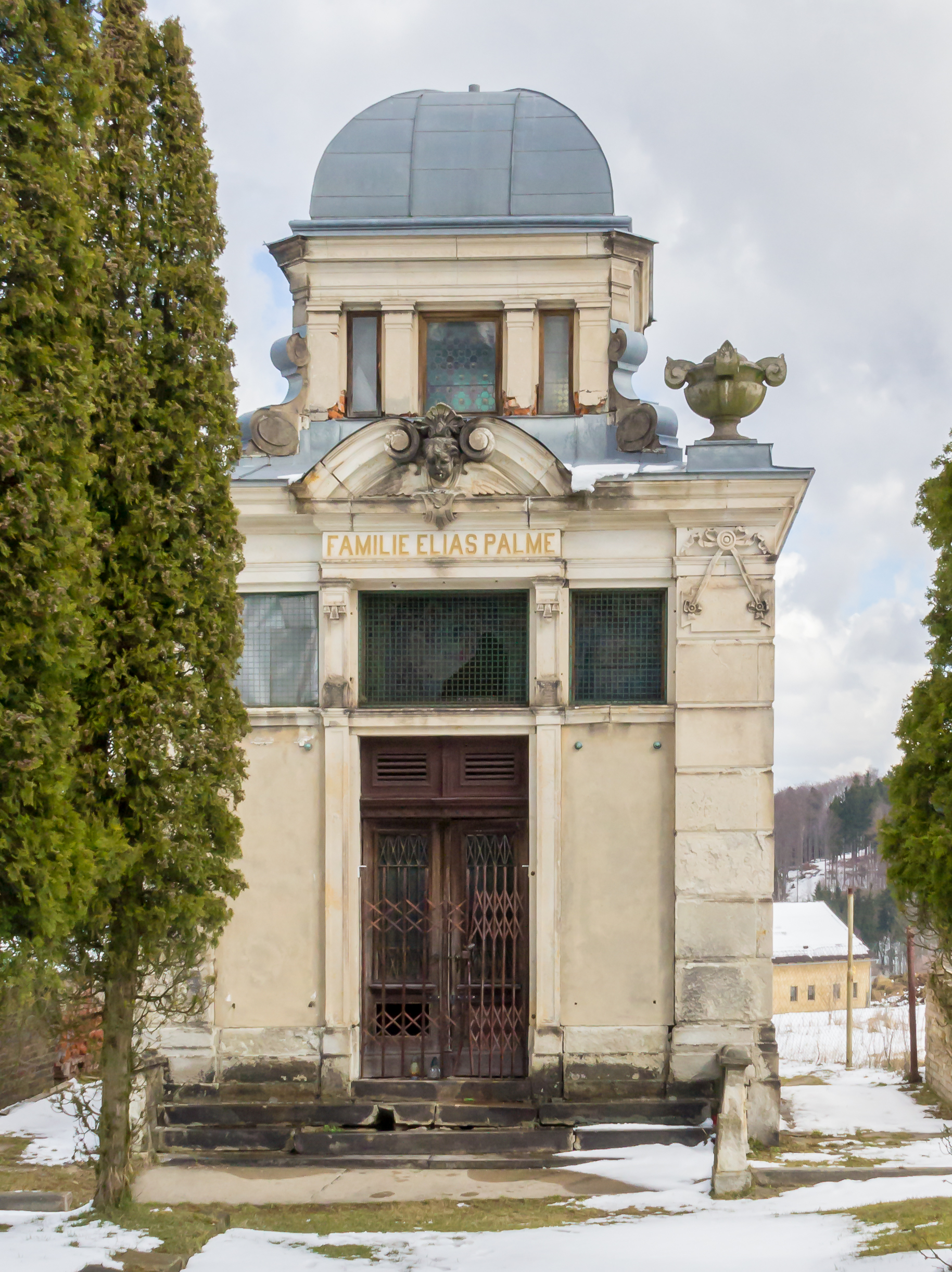
2015
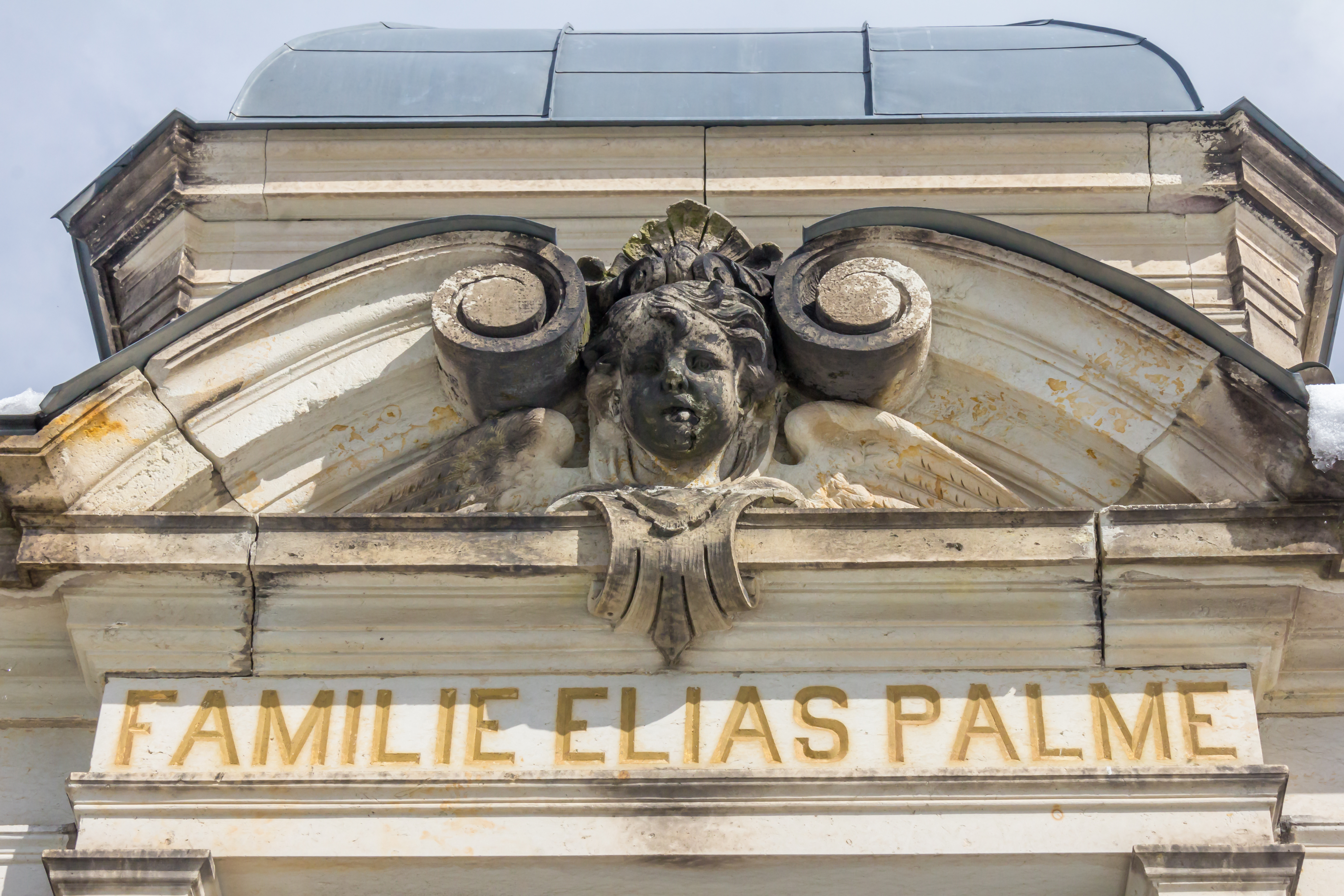
detail nápisu (2015)
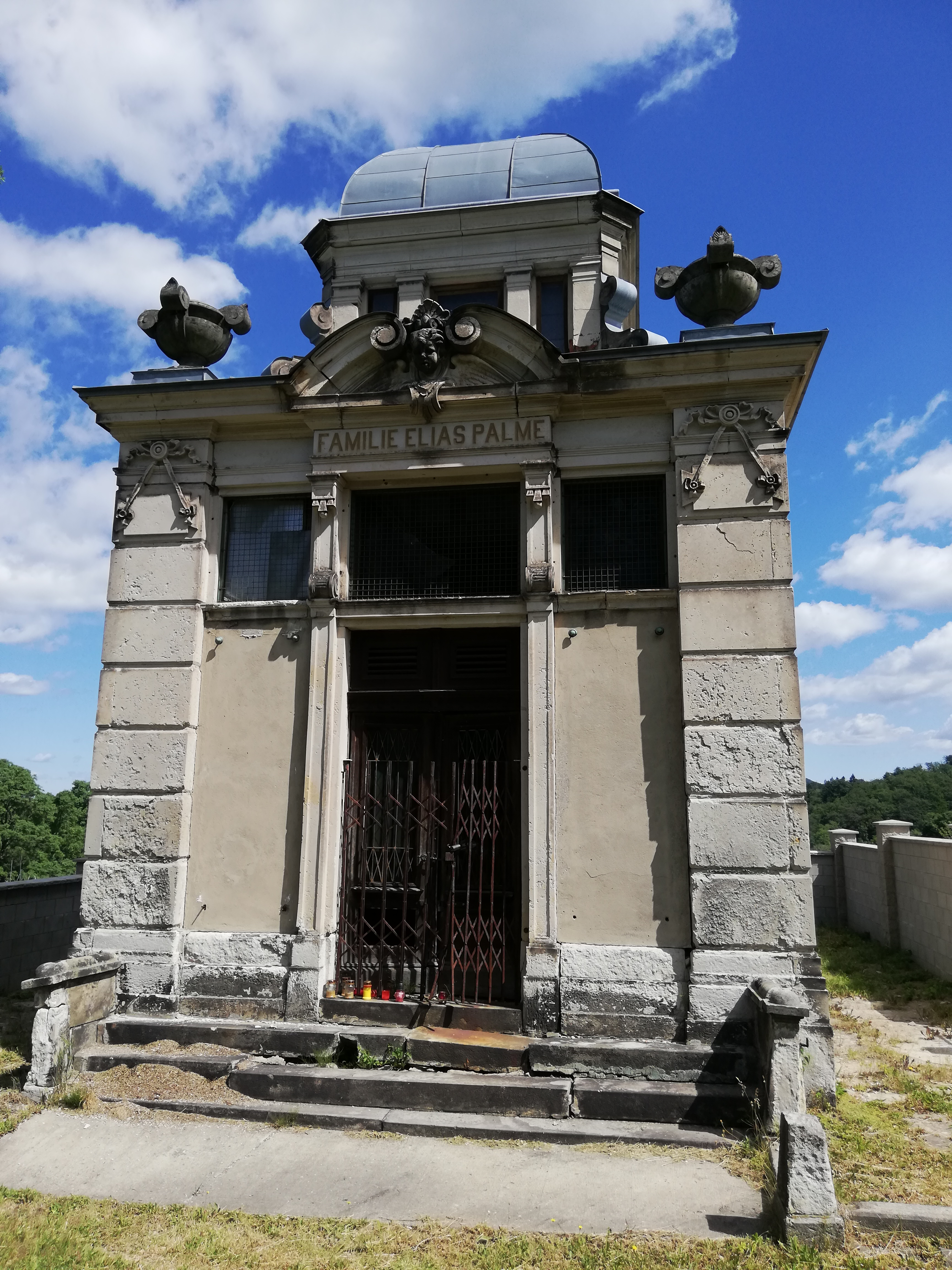
2019